# Rivalität zwischen dem 1. FC Kaiserslautern und dem SV Waldhof Mannheim
Bei der Rivalität zwischen dem 1. FC Kaiserslautern und dem SV Waldhof Mannheim handelt es sich um eine Rivalität im deutschen Fußball. Der 1. FC Kaiserslautern ist ein Gründungsmitglied der Bundesliga, der er von 1963 bis 1996, von 1997 bis 2006 und von 2010 bis 2012 angehörte, der SV Waldhof Mannheim spielte von 1983 bis 1990 in der höchsten deutschen Spielklasse.

## Hintergründe

### Räumliche Nähe

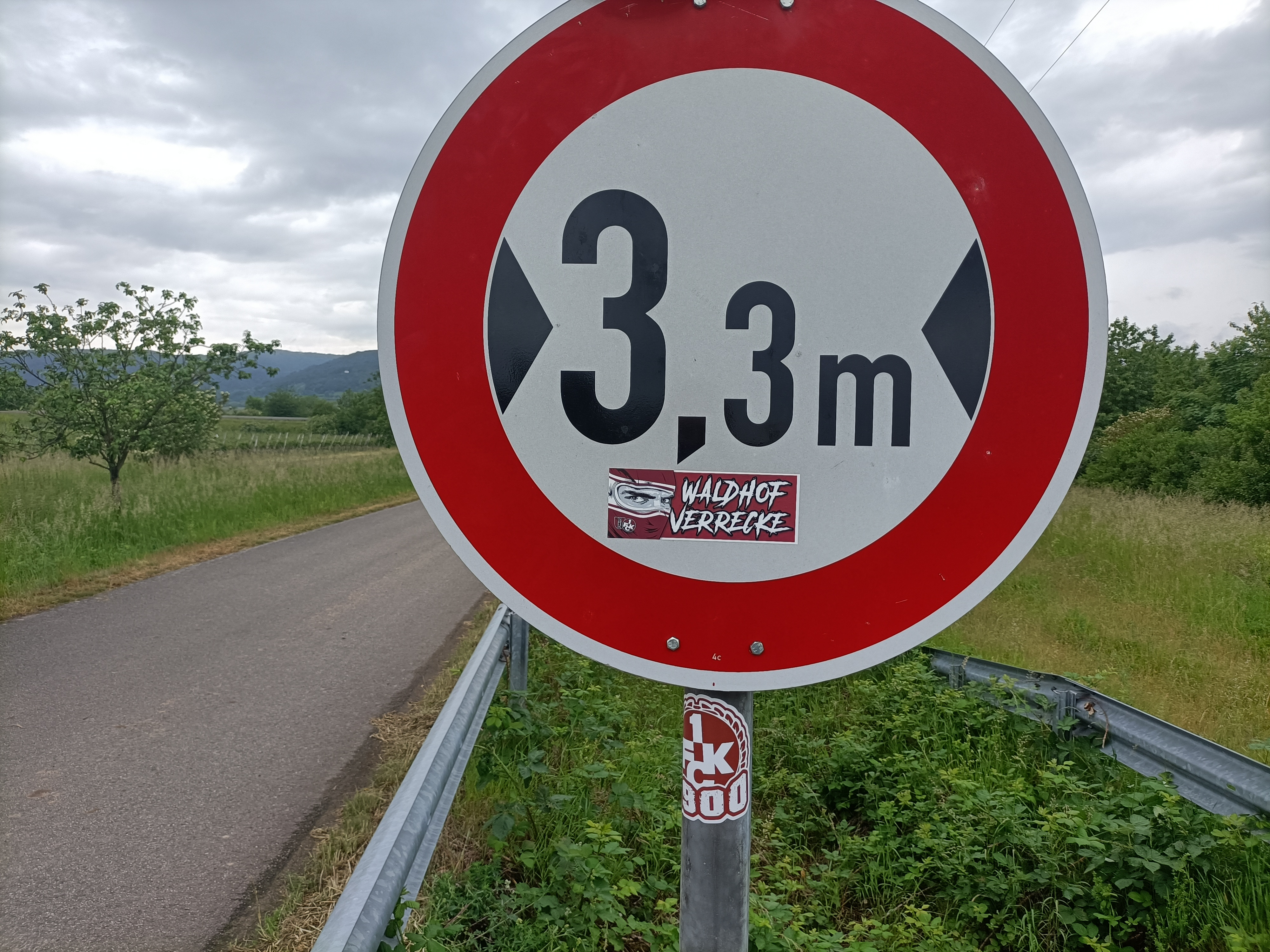
Im öffentlichen Raum in der Umgegend der Vereine ist die Rivalität sichtbar in Form von Aufklebern.

Zwischen den Städten Kaiserslautern und Mannheim liegen rund 60 Kilometer. Kaiserslautern liegt in Rheinland-Pfalz, Mannheim liegt in Baden-Württemberg und grenzt an Rheinland-Pfalz, der Rhein trennt beide Bundesländer. Der FCK trägt seine Heimspiele im Fritz-Walter-Stadion aus, die Heimstätte des SV Waldhof Mannheim ist das Carl-Benz-Stadion.

### Gemeinsame Geschichte

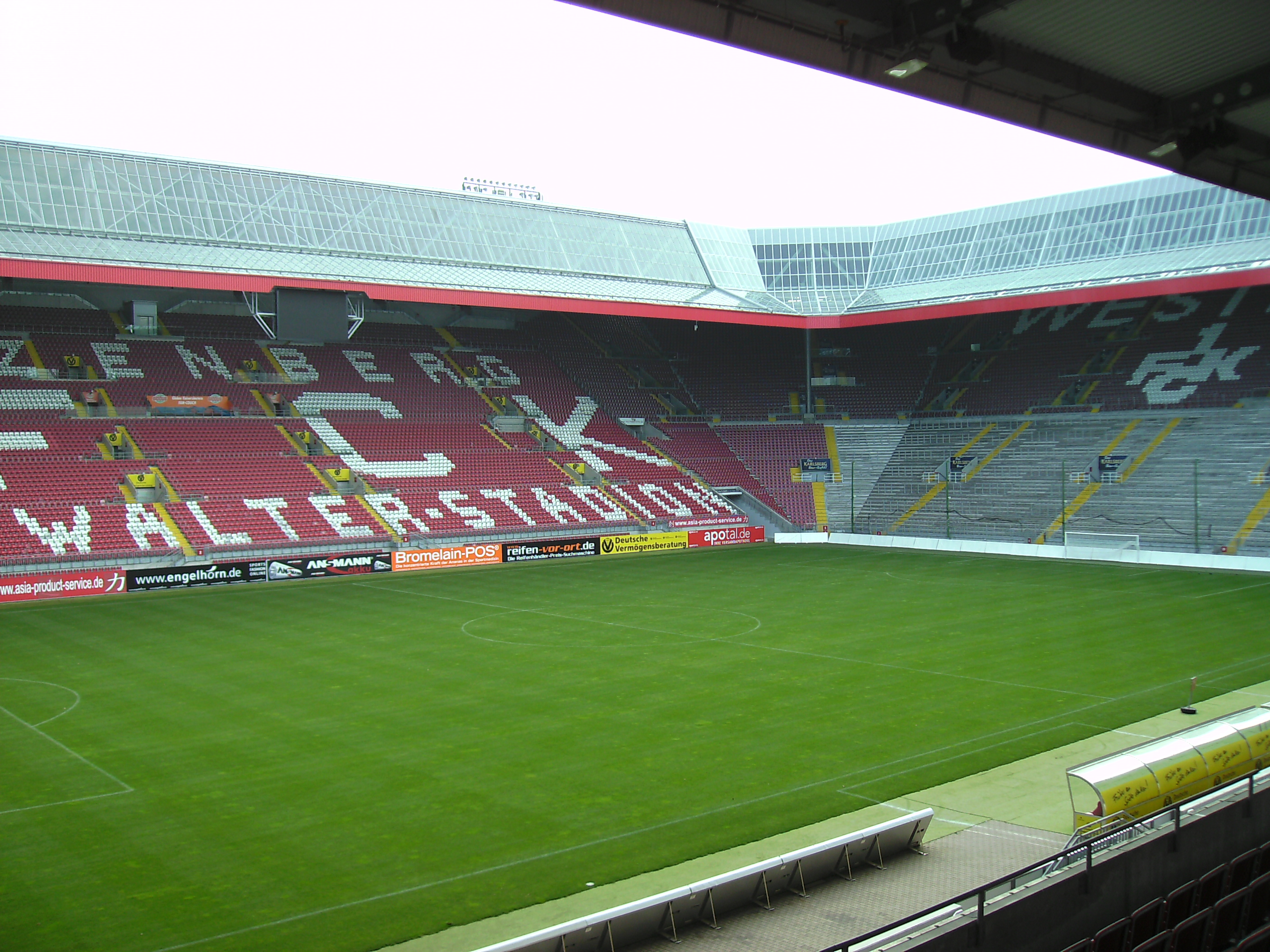
Das Fritz-Walter-Stadion in Kaiserslautern

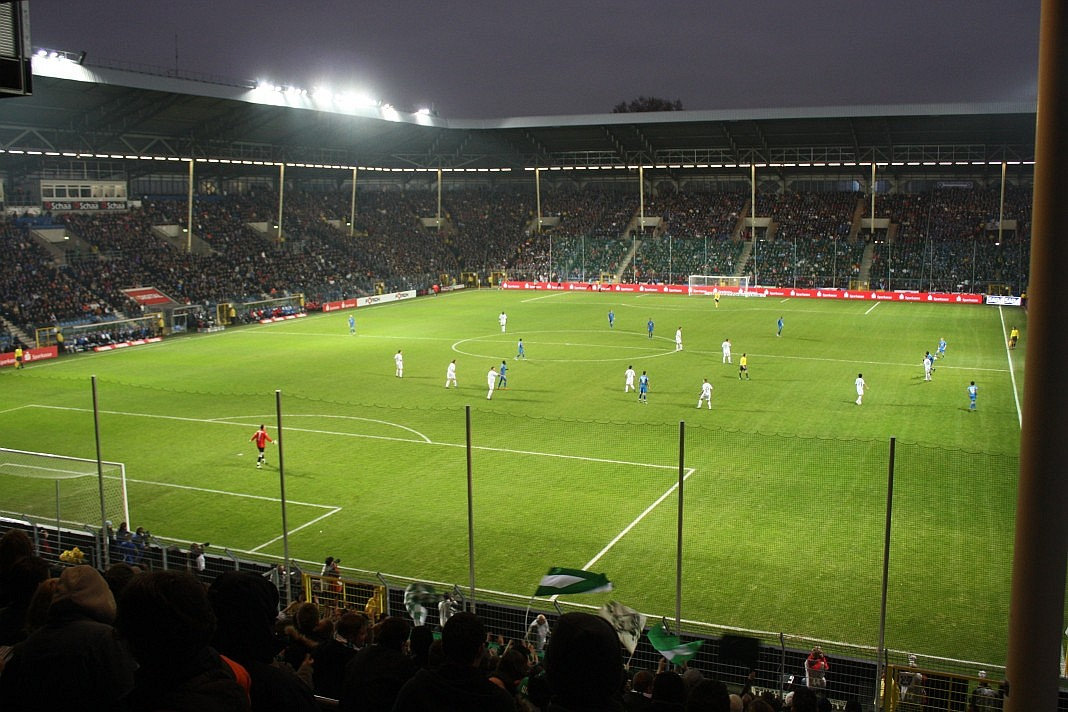
Das Carl-Benz-Stadion in Mannheim

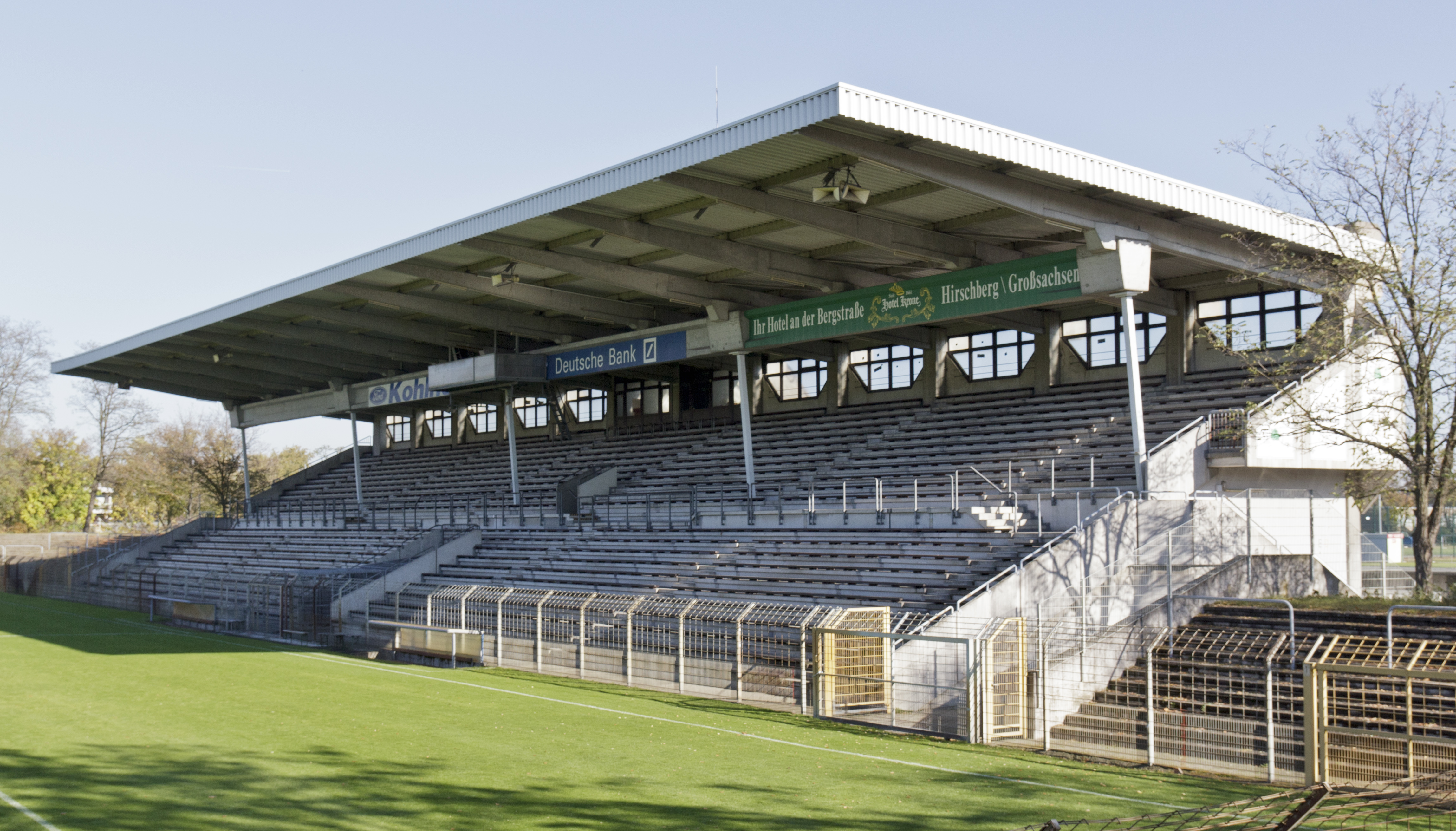
Das Seppl-Herberger-Stadion (Stadion am Alsenweg, 1924–1996) im Mannheimer Stadtteil Waldhof war früher die Heimspielstätte des SVW.

Sportliche Berührungspunkte auf Pflichtspielebene gab es bis 1983 kaum, lediglich in der Saison 1941/42 trafen die Roten Teufel des 1. FC Kaiserslautern und die Barackler des SV Waldhof Mannheim aufeinander, als beide Vereine in der Qualifikation in der deutschen Meisterschaft antraten; der FCK siegte vor eigenem Publikum mit 7:1. In der Nachkriegszeit, als die Oberliga bis 1963 die höchste deutsche Spielklasse war, spielte der 1. FC Kaiserslautern in der Südwest-Staffel, während der SV Waldhof Mannheim der Süd-Staffel zugeordnet wurde. Eine Rivalität war auch nicht vorhanden; trotz der räumlichen Nähe beider Vereine bzw. der Vereine galten sie als „friedliche Nachbarn“. Mit dem Aufstieg der Mannheimer in die Bundesliga änderte sich dies allerdings: Der SV Waldhof Mannheim spielte seinerzeit im Stadion am Alsenweg im Mannheimer Stadtteil Waldhof und da die Haupttribüne einem Neubau zum Opfer fiel, galt das Stadion gemäß den Auflagen des Deutschen Fußball-Bundes als „nicht bundesligatauglich“. Da es in Mannheim keine Ausweichspielstätte, die die Auflagen des DFB erfüllte, gab, entschlossen sich die Klub-Bosse des SV Waldhof Mannheim, in die rheinland-pfälzische Nachbarstadt Ludwigshafen umzuziehen. Damit zogen sie sich den Ärger der Amtskollegen des 1. FC Kaiserslautern zu, da Ludwigshafen, welches von Mannheim durch den Rhein getrennt ist, nicht nur zum Gebiet eines fremden Verbandes gehört, sondern auch zum Einzugsgebiet des FCK; die Verantwortlichen des 1. FC Kaiserslautern befürchteten, dass Fans zum SV Waldhof Mannheim überlaufen könnten und tatsächlich waren Anhänger in Ludwigshafen und anderen Teilen der Vorderpfalz zu den Mannheimern übergelaufen. Für Vereinspräsident Udo Sopp war der Plan der Mannheimer, seine Heimspiele im Südweststadion, wo auch der 1. FC Kaiserslautern schon seine Heimspiele ausgetragen hatte, wie eine „Kriegserklärung“ und sowohl er als auch andere Offizielle des FCK versuchten, den Umzug des SV Waldhof Mannheim auf Ludwigshafener Boden zu verhindern, was dazu führte, dass der Deutsche Fußball-Bund schlichten musste. Die Mannheimer bekamen grünes Licht und FCK-Präsident Udo Sopp hatte Fans des FCK dazu aufgerufen, beim ersten Auswärtsspiel gegen den SV Waldhof Mannheim zahlreich zu erscheinen und auch bei anderen Heimspielen der Mannheimer im Ludwigshafener Südweststadion anwesend zu sein. Dies war der Beginn einer Rivalität, die bis heute besteht.
Das erste Bundesligaspiel und zugleich das erste Pflichtspiel seit der Saison 1941/42 fand am 22. Oktober 1983 in Kaiserslautern statt und endete nach Toren von Andreas Brehme und Torbjörn Nilsson mit 2:0 für den Gastgeber. Das Rückspiel im Südweststadion endete mit 2:0 für die Mannheimer des SV Waldhof, nachdem Günter Sebert und Hans Hein trafen. Der SV Waldhof Mannheim spielte insgesamt sieben Jahre in der Bundesliga und stieg dann 1990 wieder in die 2. Bundesliga ab. Die gemeinsame Bundesliga-Geschichte besteht aus insgesamt 14 Partien, wovon der FCK vier gewinnen konnte, fünf Spiele endeten mit einer Punkteteilung, während weitere fünf von den Mannheimern gewonnen werden konnten. Denkwürdig war die Partie am 15. April 1987, als der SV Waldhof Mannheim mit 4:3 gewann und dabei vier Strafstöße zugesprochen bekam; zwei Strafstöße wurden verwandelt, während die anderen zwei Elfmeter verschossen wurden. Nachdem die Mannheimer aus der Bundesliga abgestiegen waren, trafen sie erst in der Saison 1996/97 wieder auf den 1. FC Kaiserslautern, nachdem die Lautrer 1996 erstmals aus der Bundesliga abstiegen. Im Hinspiel hatte der SV Waldhof Mannheim Heimrecht und die Partie wurde nun im Mannheimer Carl-Benz-Stadion ausgetragen, dabei gewannen die Gastgeber mit 2:0. Das Rückspiel auf dem Kaiserslauterer Betzenberg endete mit einem 5:0-Kantersieg des FCK. Danach trennten sich die Wege beider Vereine wieder, erst in der Saison 2019/2020 spielten beide Clubs wieder in der gleichen Liga, als der FCK 2018 aus der 2. Bundesliga abstieg und der SV Waldhof 2019 in die 3. Liga aufstieg. Das Hinspiel im Fritz-Walter-Stadion in Kaiserslautern endete mit einem 1:1-Unentschieden, das Rückspiel im Carl-Benz-Stadion endete ebenfalls mit einem 1:1.

## Statistik
| Wettbewerb                    | Spiele | Siege | Remis | Siege | Tore  |
| ----------------------------- | ------ | ----- | ----- | ----- | ----- |
| Fußball-Bundesliga            | 14     | 4     | 5     | 5     | 21:23 |
| 2. Fußball-Bundesliga         | 2      | 1     | 0     | 1     | 5:2   |
| 3. Fußball-Liga               | 4      | 1     | 3     | 0     | 5:3   |
| DFB-Pokal                     | 2      | 2     | 0     | 0     | 6:3   |
| Deutsche Fußballmeisterschaft | 1      | 1     | 0     | 0     | 7:1   |
| Gesamt                        | 23     | 9     | 8     | 6     | 44:32 |

## Liste der Pflichtspiele
| Nr. | Anlass | Datum                   | Heim | Gast | Ergebnis             | Austragungsort                | Zuschauer                           | Schiedsrichter         | Quelle |
| --- | --- | ----------------------- | ---- | ---- | -------------------- | ----------------------------- | ----------------------------------- | ---------------------- | ------ |
| 01  | Deutsche Fußballmeisterschaft 1941/42 – Qualifikation | 10. Mai 1942            | FCK  | SVW  | 7:1 (4:1)            | Betzenbergstadion             | 10.000                              | Stein                  | Report |
|     | Tore: 1:0 Ottmar Walter (4. Min.), 1:1 Josef Erb (16. Min.), 2:1 Werner Baßler (19. Min.), 3:1 Fritz Walter (39. Min.), 4:1 Ottmar Walter (42. Min.), 5:1 Fritz Walter (64. Min.), 6:1 Fritz Walter (70. Min.), 7:1 Jakob Marker (76. Min.) |                         |      |      |                      |                               |                                     |                        |        |
| 02  | Fußball-Bundesliga 1983/84 – 11. Spieltag | 22. Okt. 1983 15:30 Uhr | FCK  | SVW  | 2:0 (0:0)            | Betzenbergstadion             | 29.700                              | Volker Roth            | Report |
|     | Tore: 1:0 Andreas Brehme (58. Min.), 2:0 Torbjörn Nilsson (74. Min.) |                         |      |      |                      |                               |                                     |                        |        |
| 03  | Fußball-Bundesliga 1983/84 – 28. Spieltag | 7. Apr. 1984 15:30 Uhr  | SVW  | FCK  | 2:0 (1:0)            | Südweststadion (Ludwigshafen) | 40.000                              | Karl-Josef Assenmacher | Report |
|     | Tore: 1:0 Günter Sebert (9. Min.), 2:0 Hans Hein (85. Min.) |                         |      |      |                      |                               |                                     |                        |        |
| 04  | Fußball-Bundesliga 1984/85 – 2. Spieltag | 29. Aug. 1984 18:30 Uhr | SVW  | FCK  | 1:1 (1:0)            | Südweststadion (Ludwigshafen) | 35.000                              | Wolf-Rüdiger Umbach    | Report |
|     | Tore: 1:0 Karl-Heinz Bührer (2. Min.), 1:1 Hans Werner Moser (53. Min.) |                         |      |      |                      |                               |                                     |                        |        |
| 05  | Fußball-Bundesliga 1984/85 – 19. Spieltag | 12. Mär. 1985 20:00 Uhr | FCK  | SVW  | 1:1 (1:0)            | Betzenbergstadion             | 23.342                              | Manfred Uhlig          | Report |
|     | Tore: 1:0 Bruno Hübner (16. Min.), 1:1 Hans Hein (90. Min.) |                         |      |      |                      |                               |                                     |                        |        |
| 06  | Fußball-Bundesliga 1985/86 – 5. Spieltag | 3. Sep. 1985 20:00 Uhr  | SVW  | FCK  | 1:1 (0:1)            | Südweststadion (Ludwigshafen) | 35.000                              | Joachim Kautschor      | Report |
|     | Tore: 0:1 Dieter Trunk (27. Min.), 1:1 Jürgen Kohler (67. Min.) |                         |      |      |                      |                               |                                     |                        |        |
| 07  | Fußball-Bundesliga 1985/86 – 22. Spieltag | 1. Apr. 1986 20:00 Uhr  | FCK  | SVW  | 0:0                  | Fritz-Walter-Stadion          | 24.000                              | Hans-Joachim Osmers    | Report |
|     | Tore: Fehlanzeige |                         |      |      |                      |                               |                                     |                        |        |
| 08  | Fußball-Bundesliga 1986/87 – 8. Spieltag | 27. Sep. 1986 15:30 Uhr | FCK  | SVW  | 3:2 (1:0)            | Fritz-Walter-Stadion          | 23.353                              | Gerd Zimmermann        | Report |
|     | Tore: 1:0 Harald Kohr (7. Min.), 1:1 Fritz Walter (47. Min.), 1:2 Jürgen Kohler (51. Min.), 2:2 Dieter Trunk (56. Min.), 3:2 Sergio Allievi (89. Min.) |                         |      |      |                      |                               |                                     |                        |        |
| 09  | Fußball-Bundesliga 1986/87 – 25. Spieltag | 15. Apr. 1987 20:00 Uhr | SVW  | FCK  | 4:3 (2:2)            | Südweststadion (Ludwigshafen) | 32.000                              | Joachim Kautschor      | Report |
|     | Tore: 1:0 Fritz Walter (3. Min.), 1:1 Frank Hartmann (29. Min.), 2:1 Fritz Walter (31. Min. / Elfmeter), 2:2 Harald Kohr (39. Min.), 2:3 Frank Hartmann (61. Min.), 3:3 Fritz Walter (83. Min.), 4:3 Fritz Walter (89. Min. / Elfmeter) Besondere Vorkommnisse: Fritz Walter verschießt einen Elfmeter (34. Min.), Jörg Neun verschießt einen Elfmeter (82. Min.) |                         |      |      |                      |                               |                                     |                        |        |
| 010 | DFB-Pokal 1987/88 – 1. Hauptrunde | 29. Aug. 1987 15:30 Uhr | FCK  | SVW  | 3:1 (0:1, 1:1) n. V. | Fritz-Walter-Stadion          | 15.590                              | Dieter Pauly           | Report |
|     | Tore: 0:1 Gerd Dais (23. Min.), 1:1 Wolfgang Wolf (52. Min.), 2:1 Stefan Emmerling (97. Min.), 3:1 Wolfram Wuttke (119. Min.) |                         |      |      |                      |                               |                                     |                        |        |
| 011 | Fußball-Bundesliga 1987/88 – 14. Spieltag | 31. Okt. 1987 15:30 Uhr | FCK  | SVW  | 2:2 (0:1)            | Fritz-Walter-Stadion          | 21.910                              | Hans-Joachim Osmers    | Report |
|     | Tore: 0:1 Karl-Heinz Bührer (23. Min.), 0:2 Karl-Heinz Bührer (52. Min.), 1:2 Axel Roos (71. Min.), 2:2 Harald Kohr (88. Min.) |                         |      |      |                      |                               |                                     |                        |        |
| 012 | Fußball-Bundesliga 1987/88 – 31. Spieltag | 3. Mai 1988 20:00 Uhr   | SVW  | FCK  | 0:4 (0:1)            | Südweststadion (Ludwigshafen) | 32.160                              | Wolf-Rüdiger Umbach    | Report |
|     | Tore: 0:1 Harald Kohr (48. Min.), 0:2 Franco Foda (82. Min.) |                         |      |      |                      |                               |                                     |                        |        |
| 013 | Fußball-Bundesliga 1988/89 – 16. Spieltag | 27. Nov. 1988 18:00 Uhr | SVW  | FCK  | 0:4 (0:1)            | Südweststadion (Ludwigshafen) | 28.000                              | Bodo Kriegelstein      | Report |
|     | Tore: 0:1 Wolfram Wuttke (9. Min.), 0:2 Wolfram Wuttke (55. Min.), 0:3 Frank Hartmann (58. Min.), 0:4 Markus Schupp (90. Min.) |                         |      |      |                      |                               |                                     |                        |        |
| 014 | Fußball-Bundesliga 1988/89 – 33. Spieltag | 10. Juni 1989 15:30 Uhr | FCK  | SVW  | 0:3 (0:1)            | Fritz-Walter-Stadion          | 20.800                              | Wolfgang Mierswa       | Report |
|     | Tore: 0:1 Gerd Dais (39. Min.), 0:2 Peter Lux (69. Min.), 0:3 Karl-Heinz Bührer (85. Min.) |                         |      |      |                      |                               |                                     |                        |        |
| 015 | Fußball-Bundesliga 1989/90 – 5. Spieltag | 23. Aug. 1989 20:00 Uhr | FCK  | SVW  | 2:3 (1:3)            | Fritz-Walter-Stadion          | 29.640                              | Manfred Harder         | Report |
|     | Tore: 0:1 Jochen Müller (19. Min.), 1:1 Stefan Kuntz (30. Min.), 1:2 Gerd Dais (32. Min.), 1:3 Uwe Freiler (39. Min.), 2:3 Franco Foda (85. Min.) |                         |      |      |                      |                               |                                     |                        |        |
| 016 | Fußball-Bundesliga 1989/90 – 22. Spieltag | 24. Feb. 1990 14:30 Uhr | SVW  | FCK  | 4:0 (4:0)            | Stadion am Alsenweg           | 15.000                              | Eugen Strigel          | Report |
|     | Tore: 1:0 Uwe Freiler (16. Min.), 2:0 Thomas Franck (21. Min.), 3:0 Jochen Müller (30. Min.), 4:0 Thomas Franck (33. Min.) |                         |      |      |                      |                               |                                     |                        |        |
| 017 | 2. Fußball-Bundesliga 1996/97 – 15. Spieltag | 23. Nov. 1996 15:30 Uhr | SVW  | FCK  | 2:0 (0:0)            | Carl-Benz-Stadion             | 27.000                              | Hans-Jürgen Weber      | Report |
|     | Tore: 1:0 Andrzej Kobylański (76. Min.), 2:0 Alois Schwartz (88. Min.) |                         |      |      |                      |                               |                                     |                        |        |
| 018 | 2. Fußball-Bundesliga 1996/97 – 32. Spieltag | 26. Mai 1997 14:30 Uhr  | FCK  | SVW  | 5:0 (2:0)            | Fritz-Walter-Stadion          | 38.000                              | Wolfgang Stark         | Report |
|     | Tore: 1:0 Martin Wagner (8. Min.), 2:0 Harry Koch (32. Min.), 3:0 Olaf Marschall (47. Min.), 4:0 Harry Koch (70. Min.), 5:0 Jürgen Rische (79. Min.) |                         |      |      |                      |                               |                                     |                        |        |
| 019 | DFB-Pokal 2001/02 – 2. Hauptrunde | 28. Nov. 2001 19:30 Uhr | SVW  | FCK  | 2:3 (1:2)            | Carl-Benz-Stadion             | 21.100                              | Franz-Xaver Wack       | Report |
|     | Tore: 1:0 Selim Teber (11. Min.), 1:1 Hany Ramzy (27. Min.), 1:2 Vratislav Lokvenc (42. Min.), 2:2 Selim Teber (53. Min.), 2:3 Olaf Marschall (90. Min.) |                         |      |      |                      |                               |                                     |                        |        |
| 020 | 3. Fußball-Liga 2019/20 – 7. Spieltag | 1. Sep. 2019 13:00 Uhr  | FCK  | SVW  | 1:1 (1:1)            | Fritz-Walter-Stadion          | 36.766                              | Robert Hartmann        | Report |
|     | Tore: 0:1 Gianluca Korte (10. Min.), 1:1 Kevin Kraus (34. Min.) |                         |      |      |                      |                               |                                     |                        |        |
| 021 | 3. Fußball-Liga 2019/20 – 26. Spieltag | 29. Feb. 2020 14:00 Uhr | SVW  | FCK  | 1:1 (0:0)            | Carl-Benz-Stadion             | 23.153                              | Tobias Reichel         | Report |
|     | Tore: 0:1 Hendrick Zuck (73. Min.), 1:1 Marco Schuster (87. Min.) |                         |      |      |                      |                               |                                     |                        |        |
| 022 | 3. Fußball-Liga 2020/21 – 4. Spieltag | 10. Okt. 2020 14:00 Uhr | FCK  | SVW  | 1:1 (0:1)            | Fritz-Walter-Stadion          | 6.000                               | Florian Badstübner     | Report |
|     | Tore: 0:1 Joseph Boyamba (7. Min.), 1:1 Marlon Ritter (77. Min.) |                         |      |      |                      |                               |                                     |                        |        |
| 023 | 3. Fußball-Liga 2020/21 – 23. Spieltag | 6. Feb. 2021 14:00 Uhr  | SVW  | FCK  | 0:2 (0:2)            | Carl-Benz-Stadion             | Unter Ausschluss der Öffentlichkeit | Thorben Siewer         | Report |
|     | Tore: 0:1 Hendrick Zuck (14. Min.), 0:2 Marius Kleinsorge (20. Min.) |                         |      |      |                      |                               |                                     |                        |        |

## Personen, die für beide Vereine aktiv waren

### Spieler
| Name                 | Position   | 1. FC Kaiserslautern | SV Waldhof Mannheim |
| -------------------- | ---------- | -------------------- | ------------------- |
| Nassim Banouas       | Abwehr     | 2007–2008            | 2009–2010 2013–2014 |
| Terrence Boyd        | Sturm      | 2022–2024            | 2024–               |
| Maurice Deville      | Mittelfeld | 2016–2017            | 2017–2020           |
| Enis Hajri           | Abwehr     | 2012–2014            | 2006–2007           |
| Fabrizio Hayer       | Mittelfeld | 1987–1988            | 1994–1997           |
| Manfred Osei Kwadwo  | Mittelfeld | 2014–2018            | 2020–2021           |
| Torsten Lieberknecht | Mittelfeld | 1992–1994            | 1994–1995           |
| Ervin Skela          | Mittelfeld | 2005–2006            | 2001                |
| Marco Stark          | Abwehr     | 2000–2001            | 2012                |